# Lista över sanatorier i Sverige
Detta är en lista över sanatorier i Sverige.

## Stockholms län
- Hamra sanatorium (1900)
- Saltsjöbadens sanatorium, kurhotell (1895)
- Stockholms stads sanatorium (Söderby sjukhus), Salem (1903)
- Stockholms läns sanatorium (Uttrans sjukhus), Botkyrka landskommun (1923)
- Tullinge barnsanatorium (1900)
- Wårby sanatorium, nämns i arkivet för Söderby sjukhus; syftar troligen på att Vårby Gårds mangårdsbyggnad använts som vilohem för tuberkulospatienter[källa behövs]

## Uppsala län
- Uppsala läns sanatorium, Vattholma (1906)
- Centralsanatoriet för Uppsala län vid Akademiska sjukhusett, Uppsala (1937)

## Södermanlands län
- Löts sanatorium, Strängnäs (1914)

## Östergötlands län
- Kolmårdssanatoriet, Krokek (1918)
- Platensgatans Barnsanatorium, Linköping
- Stratomta sanatorium, Törnevalla socken (1907)

## Jönköpings län
- Hässleby sanatorium , Mariannelund, jubileumssanatorium (1901)
- Romanäs sanatorium, Tranås (1907)
- Sävsjö sanatorium (1907)
- Eksjö sanatorium (1915)

## Kronobergs län
- Kronobergs läns sanatorium (Lugnets sanatorium), Växjö (1914)
- Ryds sanatorium, Tingsryds kommun, kurhotell (1893, eventuellt tidigare)

## Kalmar län
- Målilla sanatorium, Målilla (1915)

## Gotlands län
- Follingbo sanatorium (1910)

## Blekinge län
- Blekinge läns sanatorium, Fur, Karlskrona kommun (1909)

## Skåne län
- Broby sanatorium (1912)
- Kronprinsessan Victorias kustsanatorium för skrofulösa barn, Vejbystrand (1903)
- Kungshults sanatorium, Helsingborgs stads sanatorium (1910)
- Ljungsäters sjukhus, Ljunghusen (1921)
- Orups sanatorium, Malmöhus läns och Malmö stads sanatorium, Höör (1915)
- Tyringe badanstalt och sanatorium, Hässleholms kommun (1905)

## Hallands län
- Kustsanatoriet Apelviken, Varberg (1904)
- Spenshults sanatorium, Halmstad, jubileumssanatorium (1913)
- Sundsholms sanatorium, Mahult, Breared, Halmstad (1907)
- Fagereds sanatorium, Lia, Falkenbergs kommun (1914)

## Västra Götalands län
- Bolltorps Sanatorium, Alingsås (1917)
- Dalbobergens sanatorium, Vänersborg (1914)
- Hultafors sanatorium, Hultafors, kurhotell (1908)
- Kroppefjälls sanatorium, Dals Rostock (1911)
- Mössebergs kurort, Falköping (1867)
- Renströmska sjukhuset, Göteborg (1913)
- Rävlanda barnsanatorium, Härryda (1917)
- Sjö-Gunnarsbo sanatorium, Ulricehamns kommun (1916)
- Stora Ekebergs sanatorium, Axvall (1918)
- Styrsö kustsjukhus, Styrsö, Göteborgs kommun (1908)
- Svenshögens sanatorium, Stenungsund (1908)
- Ulricehamns sanatorium, Ulricehamn, kurhotell (1886)
- Västeråsens sanatorium, Borås (1910-12)

## Värmlands län
- Eda sanatorium, vid Charlottenberg,  kurhotell (1892)
- Kristinehamns bygdesanatorium, Kristinehamn
- Säffle bygdesanatorium, Säffle
- Värmlands läns sanatorium, Arvika (1912)

## Örebro län
- Adolfsbergs sanatorium (1912)
- Garphytte sanatorium (1913)
- Hålahults sanatorium, Ervalla, jubileumssanatorium (1900)
- Högåsens herrgård (1905)
- Kopparberg
- Lindesberg

## Västmanlands län
- Västmanlands läns sanatorium (Skogsfjällets sanatorium), Västerås

## Dalarnas län
- Ludvika Sockens sanatorium (1910-1915)
- Högbo sanatorium, Falun (1910)
- Tjärnans barnsanatorium (Kronprinsessans Margaretas vårdanstalt för tuberkulösa barn), Hedemora (1909)
- Bergebo sanatorium, Domnarvet (1907)
- Bäcka sanatorium, Orsa
- Solbackens sanatorium, Hedemora
- Folkarbo bygdesanatorium, Krylbo

## Gävleborgs län
- Fredrikskulles sjukhem, Sandviken (1905)
- Glössbo barnsanatorium, Glössbo, Bollnäs kommun
- Gävleborgs läns sanatorium (Moheds sanatorium), Söderhamn (1914)
- Jonas Selggrens sanatorium, Strömsbro, Gävle (1910)

### Sanatorier enligt karta
På kartan "Några historiska vårdinrättningar 
för smittade i Gävleborg" nämns följande sanatorier:
- Bollnäs sanatorium
- Delsbo bygdesanatorium
- Fredrikskulle tuberkulossjukstuga
- Glössbo bygdesanatorium
- Gysinge bygdesanatorium
- Ljusne tuberkulospaviljong
- Mohed sanatorium
- Sandviken sanatorium
- Selggrens (Strömsbro) sanatorium
- Valbo bygdesanatorium